# Francisco Miguel Duarte
Francisco Miguel Duarte (Baleizão, Beja, 18 de dezembro de 1907 – Almada, Almada, 21 de maio de 1988), também conhecido pela alcunha de Chico Sapateiro, por exercer essa profissão, foi um escritor, poeta e político português vinculado ao Partido Comunista Português, de que foi dirigente, autor do livro Das Prisões à Liberdade (Lisboa, Edições Avante!, 1986).

## Biografia
Nasceu a 18 de dezembro de 1907, na chamada Aldeia Velha da freguesia de Baleizão, em Beja, parte da freguesia onde viviam os militantes políticos mais ativos da freguesia, nomeadamente comunistas. Foi batizado em Baleizão a 20 de abril de 1908, como filho de Afonso José Duarte, proprietário, natural de Beja (freguesia de São Pedro de Pomares), e de Emília da Graça, natural de Baleizão.
Poeta, cujos temas principais são a revolução e o povo, tem entre os seus trabalhos mais conhecidos, um poema em honra da memória de Catarina Eufémia, sua conterrânea, já que o autor também era natural de Baleizão.
Foi o dirigente do Comité Provincial do PCP no Algarve. A sua prisão em 1947 conduziu ao desmantelamento daquela organização provincial.
Foi o último preso político a permanecer, sozinho, por seis meses, no Campo de Concentração do Tarrafal - Colónia Penal de Cabo Verde - antes de ser transferido, de novo, para Lisboa, a 26 de janeiro de 1954, onde continuaria preso, primeiro no Aljube e depois em Caxias.
Foi eleito deputado pelo círculo eleitoral de Beja nas Eleições para a Assembleia Constituinte Portuguesa de 1975.
A 30 de junho de 1980, foi agraciado com o grau de Comendador da Ordem da Liberdade.
Morreu a 21 de maio de 1988, na freguesia e concelho de Almada.